# 陳煒 (天順進士)
陳煒（1430年—1484年），字文耀，號耻菴，福建福州府闽县人，明朝政治人物。

## 生平
宣德五年庚戌八月十七日生。年十八，正統十二年（1447年），陳煒舉丁卯科福建鄉試。景泰五年（1454年）甲戌科會試中甲榜，因病未殿试，奔嫡母林夫人喪歸。天顺四年（1460年），登庚辰科進士。归乡待选，至臨清時不行，寓教山东。不久行取回京，明年选授都察院理刑，天順七年（1463年）三月擢授河南道监察御史，巡按蘇松常镇四府，成化五年（1469年）提调北直隶学校，六年出为江西按察司副使，十年九月升本司按察使。丁母憂歸。
成化十六年（1480年）六月，復除江西按察使，成化十七年（1481年）六月升任江西右布政使，不久转浙江左布政使，未上任，成化二十年甲辰八月十六日卒于官。

## 家庭
父亲陈叔刚，號絅斋，翰林院侍讀。母林氏，封安人。弟陳烓，侄子陈墀、陈达、陳暹，皆进士。